# Elfriede Geiringer
Elfriede Geiringer, geboren als Elfriede Markovits (Wenen, 13 februari 1905 - Londen, 2 oktober 1998), was een Joodse Holocaustoverlevende en de tweede vrouw van Otto Frank.

## Levensloop
Elfriede Markovits werd op 13 februari 1905 in Wenen geboren. Ze trouwde in 1923 met Erich Geiringer en het echtpaar kreeg twee kinderen: een zoon, Heinz (geboren in 1926) en een dochter, Eva (geboren in 1929). Vanwege het nationaalsocialisme vluchtte de familie eerst naar België en in 1938 vervolgens naar Nederland, waar ze buren werden met de familie Frank.
Toen de Duitsers Nederland binnenvielen en Heinz een oproep kreeg voor een werkkamp, dook de familie onder. Ze doken twee jaar lang onder, totdat ze in mei 1944 werden verraden. Ze werden vervolgens door de nazi's gevangengenomen en naar het concentratiekamp Auschwitz-Birkenau gestuurd. Elfriede en Eva werden in januari 1945 door het Russische leger bevrijd, maar Erich en Heinz Geiringer waren omgekomen tijdens de dodenmars van Auschwitz naar Mauthausen. Geiringer en haar dochter Eva keerden op 13 juni 1945 terug naar Amsterdam.
Geiringer trouwde in november 1953 met Otto Frank en vestigde zich in Bazel, Zwitserland. Ze brachten een groot deel van hun tijd door met het onderwijzen van mensen over het belang van het dagboek van Anne Frank en de verschrikkingen die de Europese Joden tijdens de Holocaust hebben meegemaakt. Hun inzet leidde onder andere tot de oprichting van het Anne Frank Huis in Amsterdam.
Elfriede Geiringer stierf op 2 oktober 1998 in haar slaap in haar huis in Londen.